# Medokan Ayu
Medokan Ayu is een bestuurslaag in het regentschap Soerabaja van de provincie Oost-Java, Indonesië. Medokan Ayu telt 20.760 inwoners (volkstelling 2010).